# Боснийско-турецкие отношения
Боснийско-турецкие отношения — двусторонние дипломатические отношения между Боснией и Герцеговиной и Турцией.

## История
29 августа 1992 года были установлены официальные дипломатические отношения между странами. Существуют сильные исторические связи между Боснией и Герцеговиной и Турцией, установившиеся после османского завоевания Балканского полуострова. На территории современной Боснии и Герцеговины образовалась значительная турецкая диаспора после присоединения к Османской империи. Босняки стали одними из первых славян региона, которые обратились в ислам. Большинство турок начали покидать Боснию во время Первой мировой войны, по окончании которой произошёл распад Османской империи.
В 1923 году Мустафа Кемаль Ататюрк стал основателем современного турецкого государства, а территория Боснии и Герцеговины вошла в состав Югославии. При югославском правительстве роль религии в жизни босняков снижалась, несмотря на то, что Иосип Броз Тито открыто не выступал против религиозных практик населения, как большинство лидеров других коммунистических наций во время Холодной войны. 6 февраля 1992 года Турция признала Боснию и Герцеговину независимым государством, а 29 августа 1992 года обе страны установили дипломатические отношения. 22 июля 1995 года президент Турции Сулейман Демирель выступил посредником на переговорах между Боснией и Хорватией, после чего эти две страны выступили единым фронтом против сербских вооружённых сил.
В 2011 году Мустафа Черич, президент исламской общины Боснии и Герцеговины, сделал заявление: «Турция — наша мать, это так было и это так будет». 11 июля 2012 года премьер-министр Турции Реджеп Тайип Эрдоган во время посещения мемориала в Сребренице, посвящённого резне в этом городе, заявил, что боснийский политик Алия Изетбегович очень тепло отзывался о Турции во время их беседы. В последние годы растёт турецкое влияние среди боснийских политиков. Реджеп Тайип Эрдоган известен своими усилиями по примирению двух основных боснийских политических партий: Партии демократических действий и Социал-демократической партии Боснии и Герцеговины.
Во многих боснийских городах улицам присвоены имена османских государственных деятелей и завоевателей. В центре Сараево есть улица имени Соколлу Мехмед-паши, а в Бихаче есть улица, названная в честь Сулеймана Великолепного.

## Торговые отношения
В 2003 году товарооборот между странами составил сумму 70 млн долларов США. В 2017 году товарооборот между странами достиг отметки в 700 млн долларов США.